# Zschornau-Schiedel

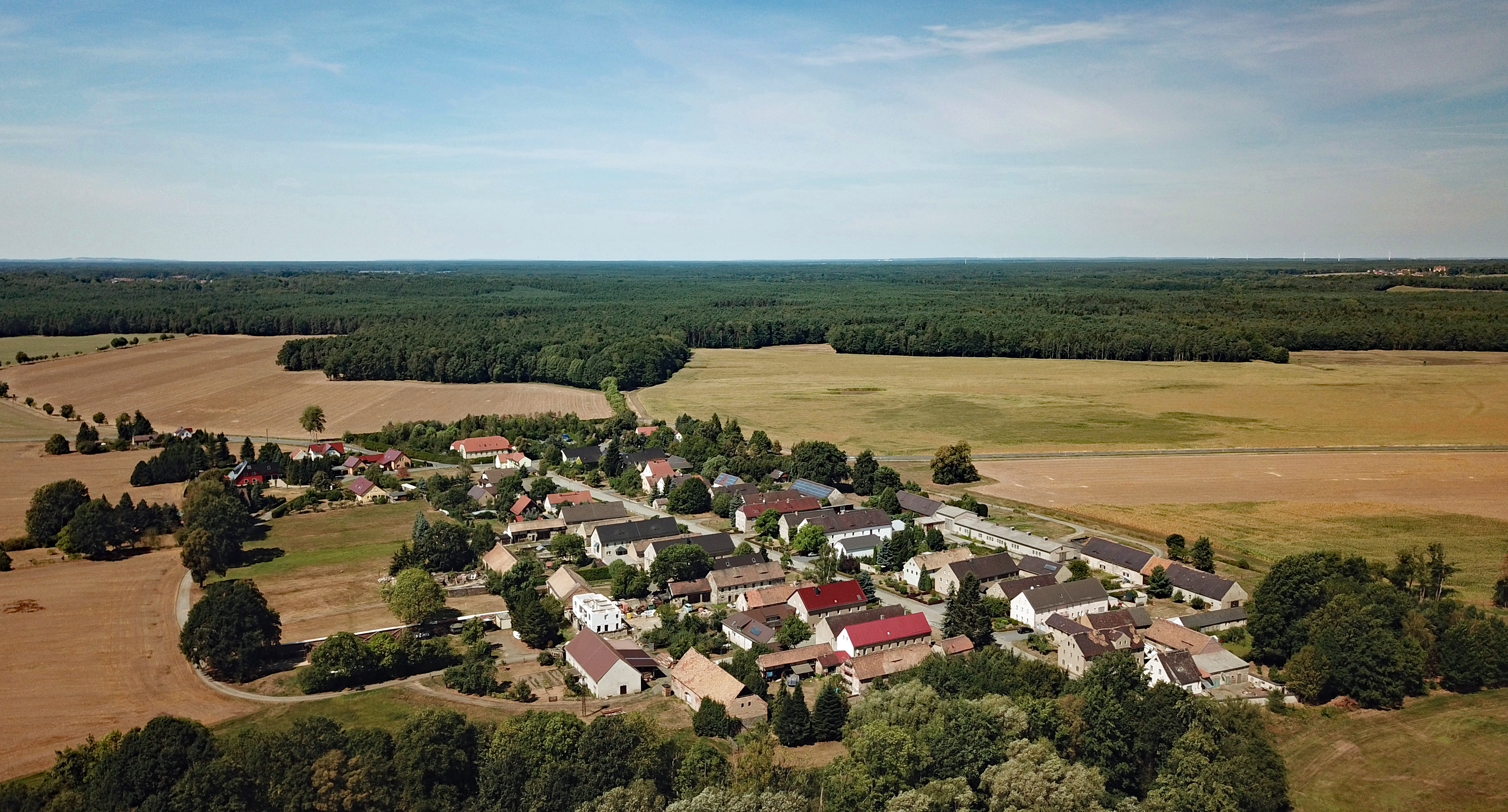
Schiedel im Luftbild

Zschornau-Schiedel (obersorbisch Čornow-Křidoł) ist eine ehemalige Gemeinde im Landkreis Bautzen, heute Ortsteil der Stadt Kamenz. Der Ortsteil Zschornau liegt nordöstlich von Kamenz an der S 95 angrenzend an den Flughafen Kamenz. Im Jahr 1990 lebten in der Gemeinde Zschornau-Schiedel 327 Einwohner. 1999 wurde die Landgemeinde in die Stadt Kamenz eingemeindet.

## Geschichte
Die Ortsnamensformen änderten sich im Laufe der Zeit. Aus Tschorne (1225) wurde Czornaw (1419) und später Zornaw (1572). Der Name leitet sich vom sorbischen čorna („schwarz“) ab und bezieht sich vermutlich auf ein als „schwarzer Bach“ benanntes Gewässer, wahrscheinlich das Schwosdorfer Wasser. Den heutigen Namen Zschornau verwendet man seit dem Jahr 1875. Der Ortsname von Schiedel änderte sich von Schildowe (1225), Schedelawe (1472), Schidlo (1542), 1866 Zschiedel (1866) nach Schiedel (1875).
Die Landgemeinde Zschornau-Schiedel wurde am 1. Juli 1965 aus Zschornau und Schiedel gegründet.  Von den ehemals sorbischen Wurzeln finden sich nur wenige Spuren. Seit dem 1. Januar 1999 ist Zschornau-Schiedel ein Ortsteil der Stadt Kamenz.

### Einwohnerentwicklung
Einwohnerstatistik des Ortes Zschornau 1834–1964:
| Jahr | Einwohner |
| ---- | --------- |
| 1834 | 218       |
| 1871 | 243       |
| 1910 | 277       |
| 1939 | 286       |
| 1964 | 271       |

## Kulturdenkmale
- In der Liste der Kulturdenkmale in Schiedel (Kamenz) sind für Schiedel 15 Kulturdenkmale aufgeführt.
- In der Liste der Kulturdenkmale in Zschornau sind für Zschornau elf Kulturdenkmale aufgeführt.

## Persönlichkeiten
- Gottfried Unterdörfer (1921–1992), geboren in Zschornau, Forstmann und Schriftsteller